# Acacia nebneb
Acacia nebneb é uma espécie de leguminosa do gênero Acacia, pertencente à família Fabaceae.